# Limón Fútbol Club
|  | No s'ha de confondre amb Asociación Deportiva Limonense. |

El Limón Fútbol Club és un club de futbol de la ciutat de Puerto Limón (Costa Rica). L'any 2009, l'empresari local Carlos Howden Pascal decidí invertir en l'equip local de segona divisió A.D. Limonense, creant el nou Limón FC.

## Palmarès
- Segona Divisió:[2]
  - 2009–10